# 149 pr. n. št.

## Smrti
- Prusij II. Bitinski (* ok. 220 pr. n. št.)